# Tommy Phillips

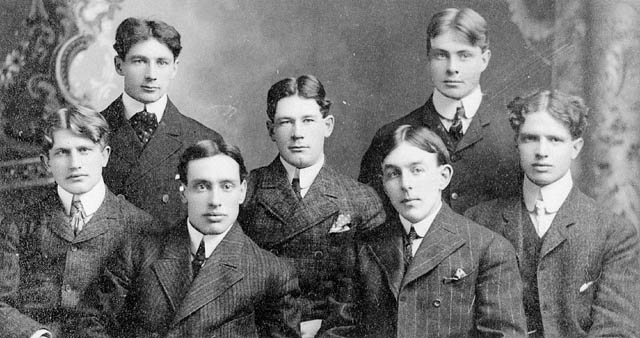
Tommy Phillips, i mitten, med Kenora Thistles ca. 1905–1906.

Thomas Neil Phillips, född 22 maj 1883 i Rat Portage, Ontario, död 30 november 1923 i Toronto, var en kanadensisk ishockeyspelare både på amatörnivå och professionellt.

## Karriär
Tommy Phillips började spela ishockey på amatörnivå med Rat Portage Thistles i hemstaden Rat Portage intill Lake of the Woods i nordvästra Ontario. I februari 1903 vann han Stanley Cup med Montreal AAA och gjorde tre mål på fyra matcher i finalserien mot Winnipeg Victorias.
Efter en säsong med Toronto Marlboros i Ontario Hockey Association var Phillips tillbaka med Rat Portage Thistles säsongen 1904–05. I mars 1905 utmanade Thistles Ottawa Senators om Stanley Cup. Laget vann första matchen med 9-3 efter bland annat fem mål av Phillips. Senators vann dock de två återstående matcherna med 4-2 och 5-4 och därmed även Stanley Cup.
1905 bytte staden Rat Portage namn till Kenora och Rat Portage Thistles blev Kenora Thistles. I januari 1907 lade klubben beslag på Stanley Cup efter att ha besegrat Montreal Wanderers över två matcher med siffrorna 4-2 och 8-6. Phillips stod för sju av Thistles tolv mål mot Wanderers. Laget försvarade sedan Stanley Cup i mars 1907 mot Brandon Wheat Cities från Manitoba men förlorade trofén en vecka senare mot utmanarlaget Montreal Wanderers.
Säsongen 1907–08 representerade Phillips Ottawa Senators i Eastern Canada Amateur Hockey Association och 1912 spelade han för Vancouver Millionaires i Pacific Coast Hockey Association. 
1945 valdes Phillips postumt in i Hockey Hall of Fame som en av de nio första spelarna.

## Statistik
MNWHA = Manitoba & Northwestern Hockey Association, CAHL = Canadian Amateur Hockey League, MHA = Manitoba Hockey Association, MPHL = Manitoba Professional Hockey League, ECAHA = Eastern Canada Hockey Association, Trä. = Träningsmatcher, WKHL = Western Kootenay Hockey League
| 1901–02            | Rat Portage Thistles     | MNWHA              | 9  | 7  | 0 | 7  | 7  | —  | —  | — | —  | —  |
| 1902–03            | McGill University Redmen | CIHU               | —  | —  | — | —  | —  | —  | —  | — | —  | —  |
| 1903               | Montreal AAA             | CAHL               | 4  | 6  | 0 | 6  | —  | –  | –  | – | –  | —  |
|                    |                          | Stanley Cup        | –  | –  | – | –  | —  | 4  | 3  | 0 | 3  | —  |
| 1903–04            | Toronto Marlboros        | OHA                | 4  | 5  | 0 | 5  | 21 | 2  | 6  | 6 | 12 | 9  |
|                    |                          | Stanley Cup        | –  | –  | – | –  | –  | 2  | 1  | 2 | 3  | 6  |
| 1904–05            | Rat Portage Thistles     | MHA                | 8  | 26 | 0 | 26 | —  | –  | –  | – | –  | —  |
|                    |                          | Stanley Cup        | –  | –  | – | –  | —  | 3  | 8  | 0 | 8  | —  |
| 1905–06            | Kenora Thistles          | MHA                | 9  | 24 | 0 | 24 | —  | —  | —  | — | —  | —  |
| 1906–07            | Kenora Thistles          | MPHL               | 6  | 18 | 0 | 18 | —  | 2  | 4  | 0 | 4  | 9  |
|                    |                          | Stanley Cup        | –  | –  | – | –  | —  | 4  | 9  | 0 | 9  | 16 |
| 1907–08            | Ottawa Senators          | ECAHA              | 10 | 26 | 0 | 26 | 40 | —  | —  | — | —  | —  |
| 1908–09            | Edmonton Professionals   | Trä.               | 1  | 0  | 2 | 2  | 3  | –  | –  | – | –  | –  |
|                    |                          | Stanley Cup        | –  | –  | – | –  | –  | 1  | 1  | 0 | 1  | 0  |
| 1909–10            | Nelson Hockey Club       | WKHL               | —  | —  | — | —  | —  | —  | —  | — | —  | —  |
| 1912               | Vancouver Millionaires   | PCHA               | 17 | 17 | 0 | 17 | 38 | —  | —  | — | —  | —  |
| MHA + MPHL totalt  | MHA + MPHL totalt        | MHA + MPHL totalt  | 23 | 68 | 0 | 68 | —  | 2  | 4  | 0 | 4  | 9  |
| Stanley Cup totalt | Stanley Cup totalt       | Stanley Cup totalt | –  | –  | – | –  | –  | 14 | 22 | 2 | 24 | 22 |